# 朱偉聰

## 生平
朱偉聰出生於香港，其母親Lily指出，他因為患有遺傳病「克魯松氏症候群」（Crouzon Syndrome）導致外貌異於常人兩歲前做過兩次開腦手術，死過翻生，但氣管就較常人窄，夜晚睡覺不順，就要協助呼吸

### 引用
1. ↑  . 蘋果日報. 2017-12-31. （原始内容存档于2018-07-08）.